# 국가지원지방도 제86호선
국가지원지방도 제86호선은 경기도 남양주시 진접읍 장현사거리와 강원특별자치도 춘천시 동산면 조양삼거리를 잇는 국가지원지방도이다. 남양주시 ~ 양평군 구간의 경우 북한강으로 단절되어 있으며 추후 교량을 설치 할 예정이다. 초기에 노선 지정을 하였을 때는 시점이 인천광역시 서구였으나 2001년 8월 25일에 국가지원지방도의 노선 전부 개정으로 인하여 인천광역시 서구 ~ 남양주시 구간이 단축되었고 해당 구간은 국가지원지방도 제98호선으로 통합되었으며 시점은 남양주시 진접읍으로 변경되었다.

## 연혁
본래 1994년 인천부터 춘천까지 국도 제86호선으로 신설하는 계획으로 포함되었던 구간이었으나 국가 재정 부족으로 국도로 승격되지 못하고 국가지원지방도 제86호선이 되었다. 2001년 8월 25일 국가지원지방도 노선 지정령이 전부 개정되면서 인천 ~ 남양주 구간이 단축되어 지금과 같은 남양주 ~ 춘천만을 잇는 도로가 되었다.
- 1996년 7월 19일 : 인천광역시 서구 ~ 강원도 춘천시 동산면 구간을 국가지원지방도 제86호 인천 ~ 춘천선으로 지정[1]
- 2001년 8월 25일: 인천 ~ 남양주 구간이 단축되면서 국가지원지방도 제86호선 남양주 ~ 춘천선이 됨[2]
- 2001년 10월 13일 : 모곡2교 개축공사로 인해 홍천군 서면 모곡리 235m 구간 도로구역 변경[3]
- 2002년 8월 23일 : 반곡 ~ 대야간 도로 확포장공사로 인해 강원도 홍천군 서면 개야리 ~ 두미리 3.476 km 구간 도로구역 변경[4]
- 2008년 11월 10일 : 강원도 홍천군 서면 개야리 ~ 반곡리 3.476 km 구간 개통[5]
- 2012년 7월 9일 : 강원도 춘천시 남산면 광판리 ~ 동산면 군자리 구간 2.38 km 개통[6]
- 2017년 9월 29일 : 경기도 남양주시 진건읍 신월리 ~ 사능리 1.4 km 구간 폐지[7]
- 2018년 5월 16일 : 반곡 ~ 남산간 도로 중 반곡교(홍천군 서면 반곡리) 340m 구간 확장 개통, 기존 반곡교 285m 구간 폐지[8]

## 주요 경유지
경기도
- 남양주시 (진접읍 - 진건읍 - 일패동 - 이패동 - 와부읍 - 화도읍) - 양평군 서종면 - 가평군 설악면

강원도
- 홍천군 서면 - 춘천시 (남산면 - 동산면)

## 노선

### 경기도
| 이름                             | 접속 노선                                             | 소재지   | 소재지                                                 | 비고                 |
| -------------------------------- | ----------------------------------------------------- | -------- | ------------------------------------------------------ | -------------------- |
| 장현사거리                       | 국도 제47호선 국가지원지방도 제98호선 (계룡로) 만남로 | 남양주시 | 진접읍                                                 | 기점                 |
| 장현대교                         |                                                       | 남양주시 | 진접읍                                                 |                      |
| 연평 교차로                      | 진건오남로 해밀예당1로                                | 남양주시 | 진접읍                                                 |                      |
| 연평대교                         |                                                       | 남양주시 | 진접읍                                                 |                      |
| 남연평 교차로                    | 금강로유연들1길                                       | 남양주시 | 진접읍                                                 |                      |
| 동연평 교차로 (동연평지하차도)   | 국가지원지방도 제98호선 (남가로)                      | 남양주시 | 진접읍                                                 |                      |
| 연평2리 교차로                   | 사릉로                                                | 남양주시 | 진접읍                                                 |                      |
| 와촌 교차로                      | 양진로684번길                                         | 남양주시 | 진접읍                                                 |                      |
| 용정3교                          |                                                       | 남양주시 | 진접읍                                                 |                      |
| 동신월 교차로                    | 독정로                                                | 남양주시 | 진건읍                                                 |                      |
| 용신 교차로 (용신지하차도)       | 사릉로 진건우회로                                     | 남양주시 | 진건읍                                                 |                      |
| 지용 교차로                      | 사릉로441번길 진건로562번길                           | 남양주시 | 진건읍                                                 |                      |
| 진관교                           |                                                       | 남양주시 | 진건읍                                                 |                      |
| 먹골사거리                       | 지방도 제383호선 (진건우회로)                         | 남양주시 | 진건읍                                                 |                      |
| 먹골 교차로                      | 국도 제46호선 (신경춘로)                              | 남양주시 | 진건읍                                                 |                      |
| 웃고재                           |                                                       | 남양주시 | 진건읍                                                 |                      |
| 진안사거리                       | 경춘로                                                | 남양주시 | 양정동                                                 |                      |
| (이름 없음)                      | 홍유릉로                                              | 남양주시 | 양정동                                                 |                      |
| 봉두메교                         |                                                       | 남양주시 | 양정동                                                 |                      |
| 이패방앗간앞                     | 국도 제6호선 (경강로)                                 | 남양주시 | 양정동                                                 |                      |
| 양정                             |                                                       | 남양주시 | 양정동                                                 |                      |
| (이름 없음)                      | 석실로                                                | 남양주시 | 와부읍                                                 |                      |
| (이름 없음)                      | 고산로                                                | 남양주시 | 와부읍                                                 |                      |
| 와부정수장앞                     | 석실로260번길                                         | 남양주시 | 와부읍                                                 |                      |
| 월문사거리                       | 수레로                                                | 남양주시 | 와부읍                                                 |                      |
| 월문교 삼화교 남양주월문초등학교 |                                                       | 남양주시 | 와부읍                                                 |                      |
| 월문삼거리                       | 고래산로                                              | 남양주시 | 와부읍                                                 |                      |
| 수레넘어고개                     |                                                       | 남양주시 | 와부읍                                                 |                      |
|                                  | 화도읍                                                | 남양주시 |                                                        |                      |
| 차산1교삼거리                    | 지방도 제387호선 (수레로)                             | 남양주시 |                                                        |                      |
| 차산리                           |                                                       | 남양주시 | 도로 미개설                                            |                      |
| 광암교 어룡교                    |                                                       | 남양주시 | 도로 미개설                                            |                      |
| 모란공동묘지 화도하수처리장      |                                                       | 남양주시 |                                                        |                      |
| (제1금남교 북단)                 | 국도 제45호선 국가지원지방도 제98호선 (북한강로)      | 남양주시 | 국가지원지방도 제98호선과 중복                         |                      |
| (교량)                           |                                                       | 남양주시 | 미개통 국가지원지방도 제98호선과 중복                  |                      |
| (교량)                           |                                                       | 양평군   | 미개통 국가지원지방도 제98호선과 중복                  | 서종면               |
| 문호리                           | 지방도 제391호선 (북한강로)                           | 양평군   | 국가지원지방도 제98호선과 중복 지방도 제391호선과 중복 | 서종면               |
| 서종 나들목 (서종IC 교차로)      | 60호선 서울양양고속도로                               | 양평군   | 국가지원지방도 제98호선과 중복 지방도 제391호선과 중복 | 서종면               |
| 바치울교 수입교                  |                                                       | 양평군   | 국가지원지방도 제98호선과 중복 지방도 제391호선과 중복 | 서종면               |
| (수입교 북단)                    | 지방도 제391호선 (북한강로)                           | 양평군   | 국가지원지방도 제98호선과 중복 지방도 제391호선과 중복 | 서종면               |
| 노문삼거리                       | 화서로 국가지원지방도 제98호선                        | 양평군   | 국가지원지방도 제98호선과 중복                         | 서종면               |
| 다락재                           |                                                       | 양평군   |                                                        | 서종면               |
|                                  | 가평군                                                | 설악면   |                                                        |                      |
| 마이다스밸리GC                   | 가평군                                                | 설악면   |                                                        |                      |
| 솔고개                           | 가평군                                                | 설악면   | 국도 제37호선 (유명로)                                 | 국도 제37호선과 중복 |
| 탐선교                           | 가평군                                                | 설악면   |                                                        | 국도 제37호선과 중복 |
| 신천 교차로                      | 가평군                                                | 설악면   | 국도 제37호선 (유명로) 국도 제75호선 (신선봉로)        | 국도 제37호선과 중복 |
| 설악버스터미널                   | 가평군                                                | 설악면   |                                                        |                      |
| 설악면사무소앞 교차로            | 가평군                                                | 설악면   | 신천중앙로                                             |                      |
| 설악면사무소 신포교              | 가평군                                                | 설악면   |                                                        |                      |
| 창말입구                         | 가평군                                                | 설악면   | 한서로210번길                                          |                      |
| 미원초등학교 위곡분교 도곡교     | 가평군                                                | 설악면   |                                                        |                      |
| 널미재                           | 가평군                                                | 설악면   |                                                        |                      |

- 공사구간 (2019년 완공 예정) : 남양주시 와부읍 월문사거리 ~ 가평군 설악면 솔고개

### 강원특별자치도
| 이름                                                        | 접속 노선                          | 소재지 | 소재지                             | 비고                           |
| ----------------------------------------------------------- | ---------------------------------- | ------ | ---------------------------------- | ------------------------------ |
| 널미재                                                      |                                    | 홍천군 | 서면                               |                                |
| 모곡초등학교 동막분교(폐교)                                 |                                    | 홍천군 | 서면                               |                                |
| (점말)                                                      | 지방도 제494호선 (한서로)          | 홍천군 | 서면                               |                                |
| 설밀교 모곡초등학교                                         |                                    | 홍천군 | 서면                               |                                |
| (모곡)                                                      | 지방도 제494호선 (한서로)          | 홍천군 | 서면                               |                                |
| 모곡2교 개야교                                              |                                    | 홍천군 | 서면                               |                                |
| 개야사거리                                                  | 개야마을길 개야유진길              | 홍천군 | 서면                               |                                |
| 개야생태이동통로                                            |                                    | 홍천군 | 서면                               | 연장 약 153m                   |
| 신수교                                                      |                                    | 홍천군 | 서면                               |                                |
|                                                             | 춘천시                             | 남산면 |                                    |                                |
| 두미교                                                      | 춘천시                             | 남산면 |                                    |                                |
|                                                             | 홍천군                             | 서면   |                                    |                                |
| 두미삼거리                                                  | 홍천군                             | 서면   | 국가지원지방도 제70호선 (팔봉산로) | 국가지원지방도 제70호선과 중복 |
| 서면사무소 반곡초등학교 감물악교 반곡교 팔봉교 팔봉산관광지 | 홍천군                             | 서면   |                                    | 국가지원지방도 제70호선과 중복 |
| 광판중학교 광판교                                           |                                    | 춘천시 | 남산면                             | 국가지원지방도 제70호선과 중복 |
| (이름 없음)                                                 | 충효로                             | 춘천시 | 남산면                             | 국가지원지방도 제70호선과 중복 |
| 광판초등학교                                                |                                    | 춘천시 | 남산면                             | 국가지원지방도 제70호선과 중복 |
| 광판삼거리                                                  | 국가지원지방도 제70호선 (김유정로) | 춘천시 | 남산면                             | 국가지원지방도 제70호선과 중복 |
| 반의교                                                      |                                    | 춘천시 | 남산면                             |                                |
| 군자1교                                                     |                                    | 춘천시 | 동산면                             |                                |
| 남춘천 나들목 (남춘천IC 교차로)                             | 60호선 서울양양고속도로            | 춘천시 | 동산면                             |                                |
| 종자리고개                                                  |                                    | 춘천시 | 동산면                             |                                |
| 조양삼거리                                                  | 국도 제5호선 (영서로)              | 춘천시 | 동산면                             | 종점                           |

- 공사구간 (2017년 완공 예정) : 홍천군 서면 반곡교 ~ 잣방산터널 ~ 춘천시 남산면 광판삼거리

## 도로명
- 경기도
  - 남양주시 진접읍 장현사거리 ~ 연평 교차로 : 진건오남로
  - 남양주시 진접읍 연평 교차로 ~ 양정동 진안사거리 : 양진로
  - 남양주시 양정동 진안사거리 ~ 와부읍 덕소리 : 양정로
  - 남양주시 와부읍 덕소리 ~ 월문사거리 : 석실로
  - 남양주시 와부읍 월문사거리 ~ 화도읍 차산1교삼거리 : 수레로
  - 남양주시 화도읍 차산리 ~ 어룡교 북단 : 재재기로71번길
  - 남양주시 화도읍 어룡교 북단 ~ (제1금남교 북단) : 폭포로
  - 양평군 서종면 문호리 ~ (수입교 북단) : 북한강로
  - 양평군 서종면 (수입교 북단) ~ 노문삼거리 : 화서로
  - 양평군 서종면 노문삼거리 ~ 가평군 설악면 솔고개 : 다락재로
  - 가평군 설악면 솔고개 ~ 신천삼거리 : 유명로
  - 가평군 설악면 신천삼거리 ~ 널미재 : 한서로
- 강원도
  - 홍천군 서면 널미재 ~ (점말) : 한서로
  - 홍천군 서면 (점말) ~ (모곡) : 설밀길
  - 홍천군 서면 (모곡) ~ 두미삼거리 : 개야로
  - 홍천군 서면 두미삼거리 ~ 어유포리 : 팔봉산로
  - 춘천시 남산면 광판리 ~ 광판삼거리 : 김유정로
  - 춘천시 남산면 광판삼거리 ~ 동산면 조양삼거리 : 종자리로